# سلک سارای‌گیروفسکوگو اوتدلنیا اورتاکولسکوگو سووخوزا
سلک سارای‌گیروفسکوگو اوتدلنیا اورتاکولسکوگو سووخوزا (انگلیسی: Selo Saraygirovskogo otdeleniya Urtakulskogo sovkhoza) یک شهرک در شهرستان بوزدیاکسکی باشقیرستان کشور روسیه است.